# Nam Long Shan
Nam Long Shan (kinesiska: 南朗山) är en kulle i Hongkong (Kina). Den ligger i den centrala delen av Hongkong. Toppen på Nam Long Shan är 18 meter över havet. Nam Long Shan ingår i The Twins.
Terrängen runt Nam Long Shan är kuperad norrut, men söderut är den platt. Havet är nära Nam Long Shan åt sydväst.  Centrala Hongkong ligger 5,1 km norr om Nam Long Shan. 